# CommuteAir
CommuteAir – amerykańska linia lotnicza z siedzibą w North Olmsted, w stanie Ohio.
Założona 8 kwietnia pod nazwą CommutAir, pierwsze loty odbyły się w sierpniu tego samego roku. W lipcu 2022 nazwa została zmieniona na obecną CommuteAir.
Cała flota realizuje połączenia pod logotypem i w ramach siatki połączeń United Airlines.

## Flota
Według stanu na maj 2025 flota CommuteAir składała się z 65 samolotów o średnim wieku 20,7 lat:
| Samolot         | Samolot | Samolot   | Liczba miejsc | Liczba miejsc | Uwagi |
| Model           | Aktywne | Zamówione | E             | Łącznie       | Uwagi |
| --------------- | ------- | --------- | ------------- | ------------- | ----- |
| Embraer ERJ-145 | 64      | -         | 50            | 50            |       |
| Embraer ERJ-170 | 1       | -         | 76            | 76            |       |
| Łącznie         | 65      | 0         |               |               |       |